# Gội hiern
Gội hiern hay ngâu hiern (danh pháp hai phần: Aglaia hiernii) là một loài thực vật thuộc họ Meliaceae. Loài này có ở Indonesia, Malaysia và Việt Nam. Tại Việt Nam, loài này phân bố ở khu vực Hải Vân thuộc Đà Nẵng.